# Hedysarum coronarium
Sulla coronaria, auch Spanische Esparsette, Französischer Süßklee, Italienischer Süßklee, Hahnenkopf, Sulla oder Kronen-Süßklee genannt, ist eine Pflanzenart aus der Gattung Sulla innerhalb Familie der Hülsenfrüchtler (Fabaceae).

## Beschreibung

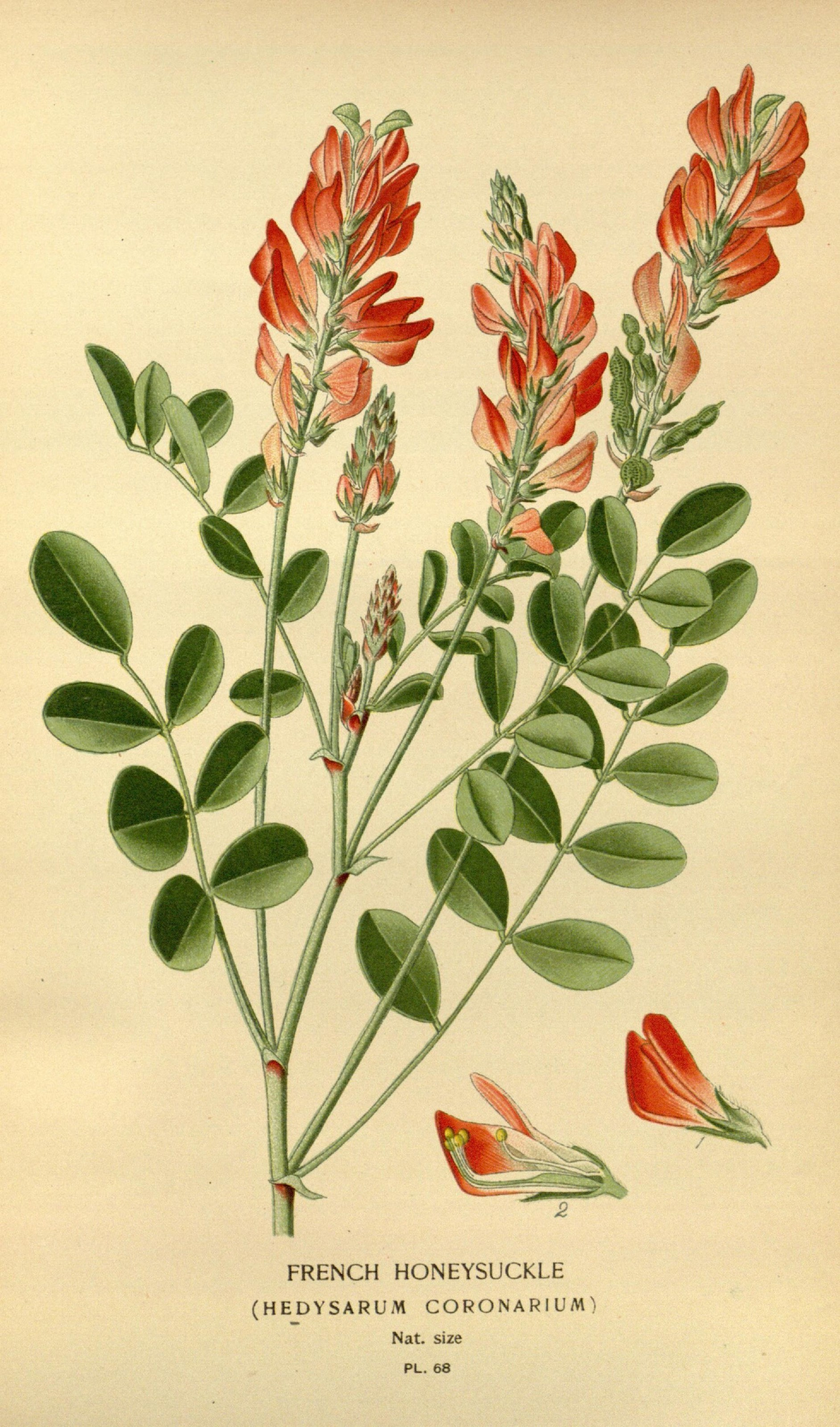
Illustration aus Favourite flowers of garden and greenhouse, Tafel 68

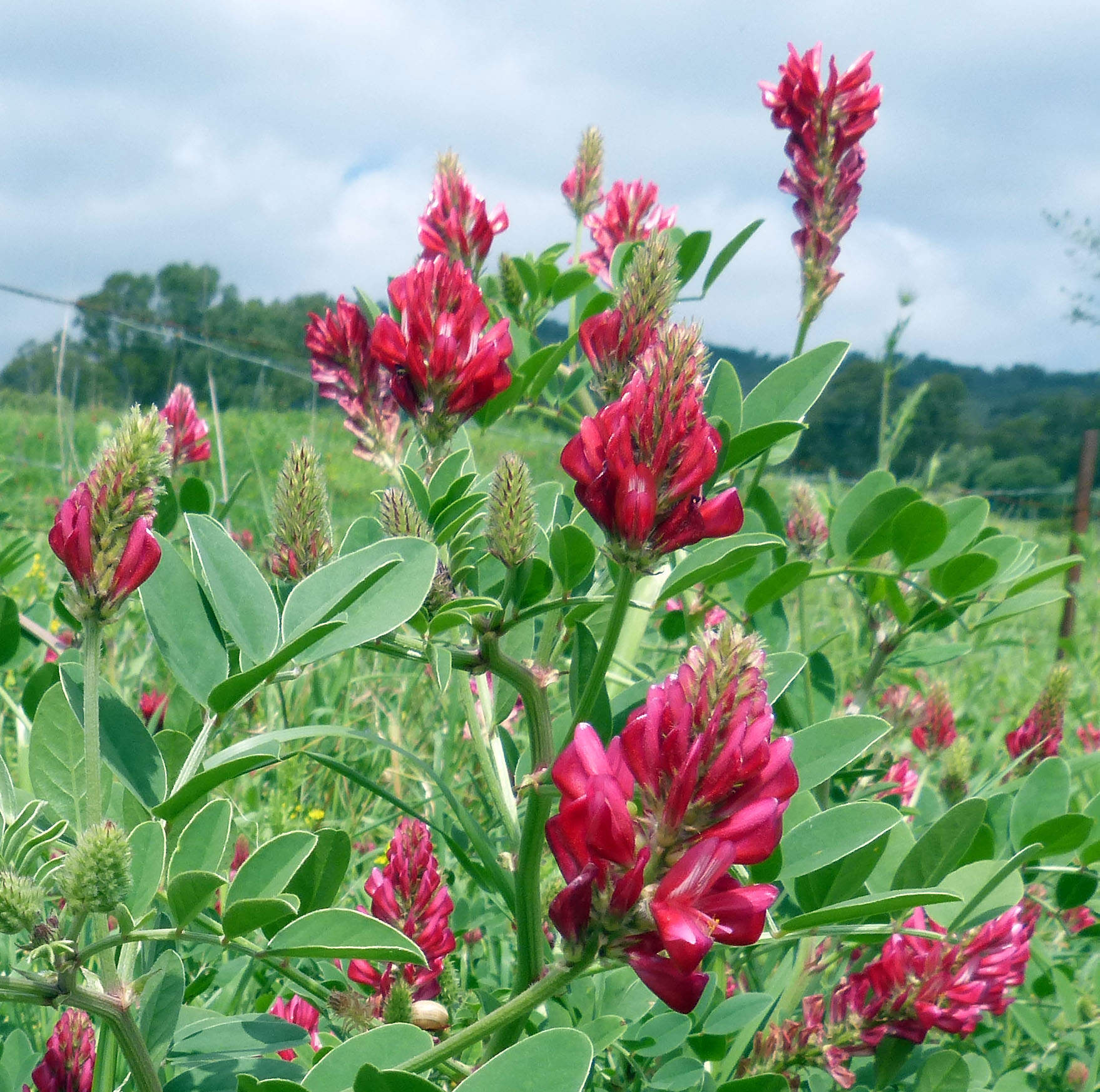
Spanische Esparsette (Sulla coronaria)

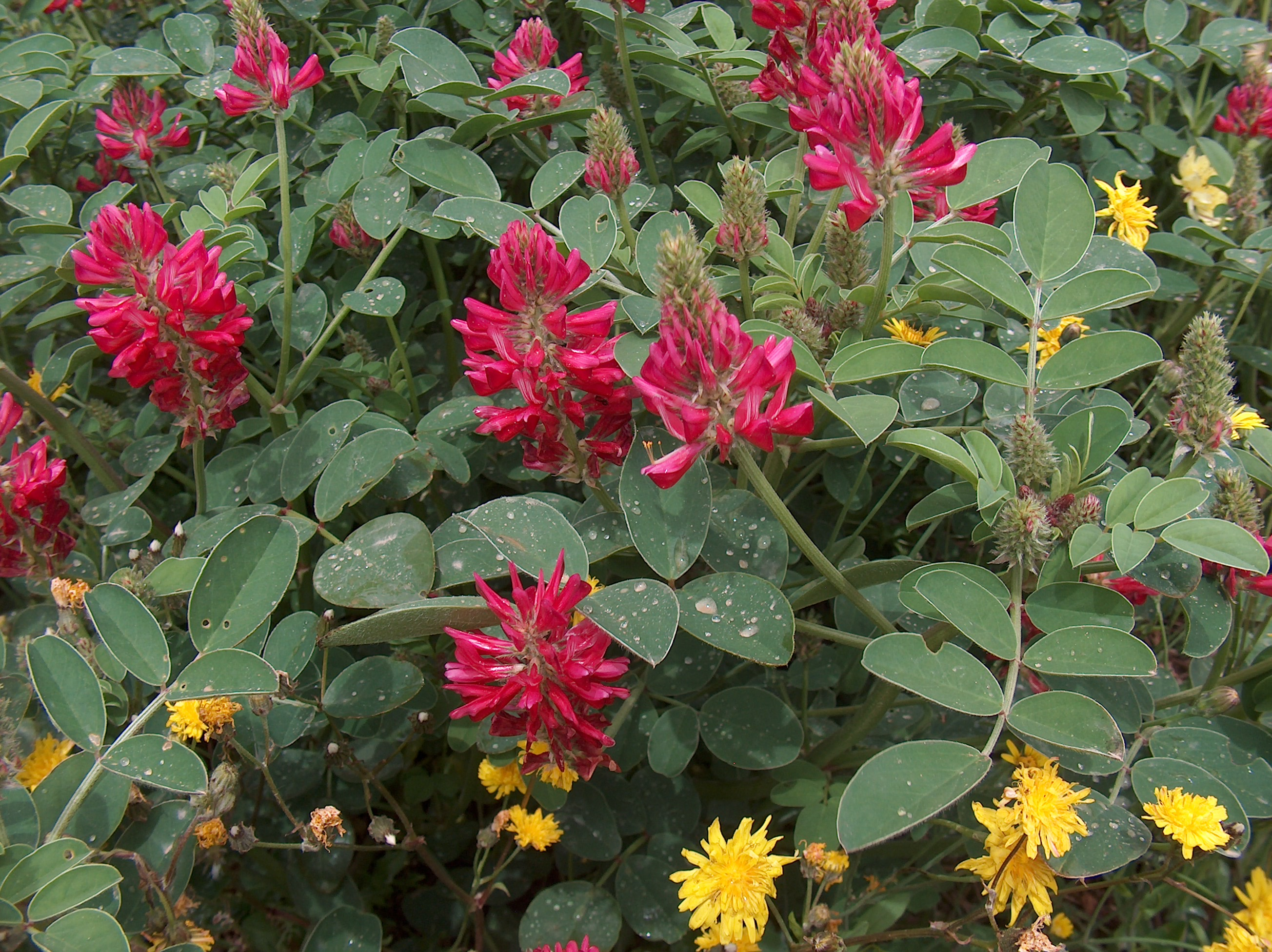
Habitus, gefiederte Laubblätter und Blütenstände

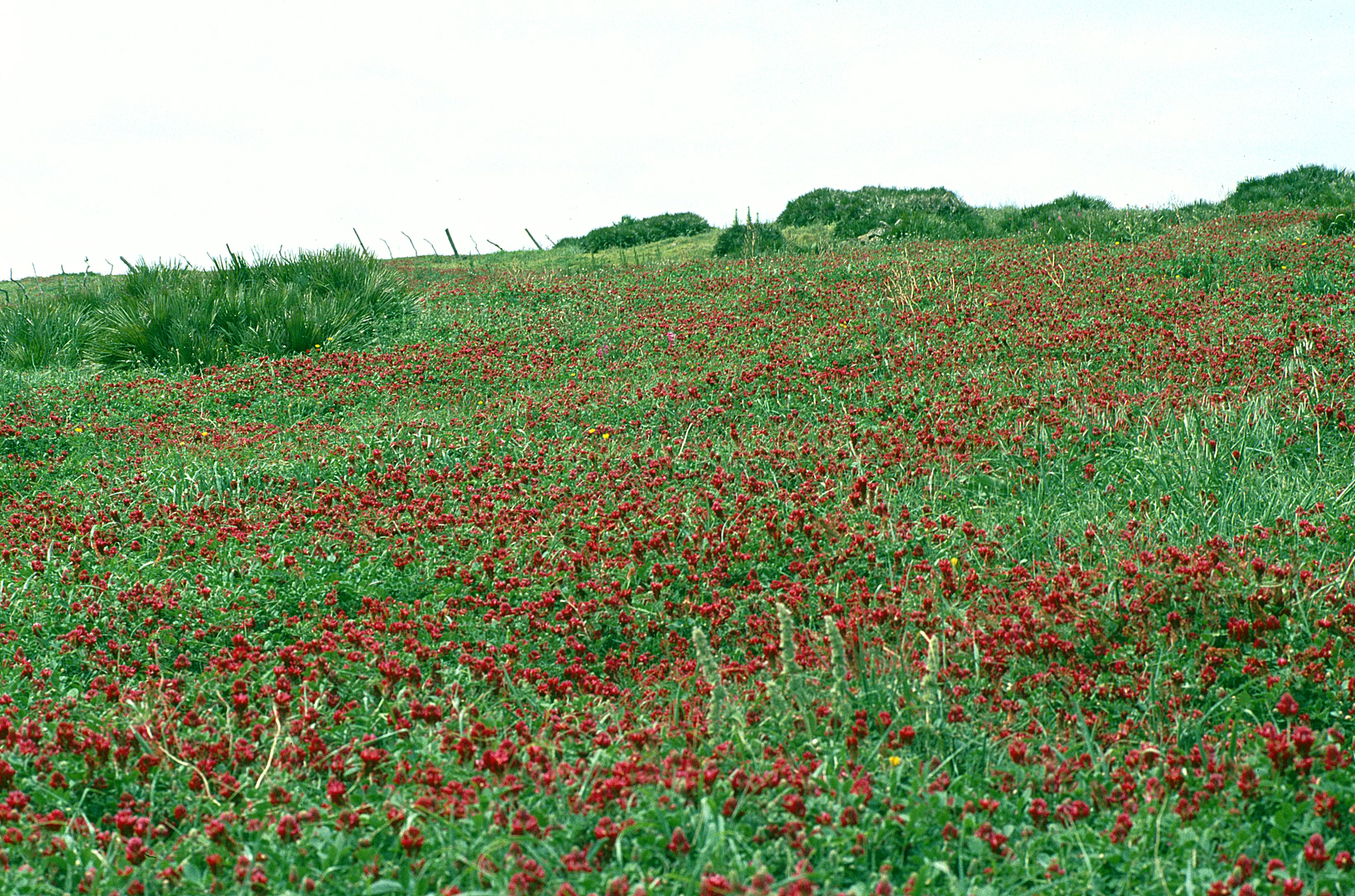
Spanische Esparsette als Feld angebaut

### Vegetative Merkmale
Bei der Spanischen Esparsette handelt sich um eine ausdauernde krautige Pflanze mit Wuchshöhen von 30 bis 150 Zentimetern. Sie bildet eine Pfahlwurzel und ist trockenresistent.
Die bis zu 15 Zentimeter langen Laubblätter sind in Blattstiel und Blattspreite gegliedert. Die unpaarig gefiederte Blattspreite enthält fünf bis elf Fiederblättern. Die Fiederblättchen sind bei einer Länge von 1,5 bis 4 Zentimetern sowie einer Breite von 0,8 bis 2 Zentimetern elliptisch, oval oder verkehrt-eiförmig; die Endfieder etwas größer als die Seitenfiedern. Die glänzende Oberseite der Blättchen ist glatt, die Unterseite und der Blattrand sind dicht anliegend behaart.

### Generative Merkmale
Die Blütezeit reicht von April bis Juni. Auf einem 5 bis 15 Zentimeter langen Blütenstandsschaft steht der Blütenstand, der bis zu 40 Blüten enthält. Die zwittrige Blüte ist zygomorph und fünfzählig mit doppelter Blütenhülle. Der Kelch ist dicht behaart mit 5 bewimperten Zähnen. Er ist 5 bis 8 Millimeter lang. Die Blütenkrone hat die Form einer Schmetterlingsblüte und ist weinrot bis  purpurfarben, sehr selten findet man eine Albinoform mit weißen Kronblättern. Die Fahne ist 15 bis 20 Millimeter lang und ausgerandet.
Die bei Reife braune Gliederhülse besitzt ein bis vier, durch Einschnürung deutlich voneinander abgetrennten Segmente. In den Segmenten findet sich jeweils ein einzelner Samen. Der dunkle Samen ist rundlich und seitlich abgeflacht.
Die Chromosomenzahl beträgt 2n = 16.

## Vorkommen
Die Heimat des Kronen-Süßklees sind der Maghreb und Spanien. Der Kronen-Süßklee wird in Südeuropa, Australien, Indien, Brasilien und Neuseeland angebaut.

## Taxonomie
Die Erstveröffentlichung von Hedysarum coronarium erfolgte 1753 durch Carl von Linné in Species Plantarum, Tomus II, S. 750. Die Art wurde 2003 von Byoung-Hee Choi und Hiroyoshi Ohashi in Taxon Band 52 Seite 575 als Sulla coronaria (L.) B.H.Choi & H.Ohashi in die Gattung Sulla gestellt.

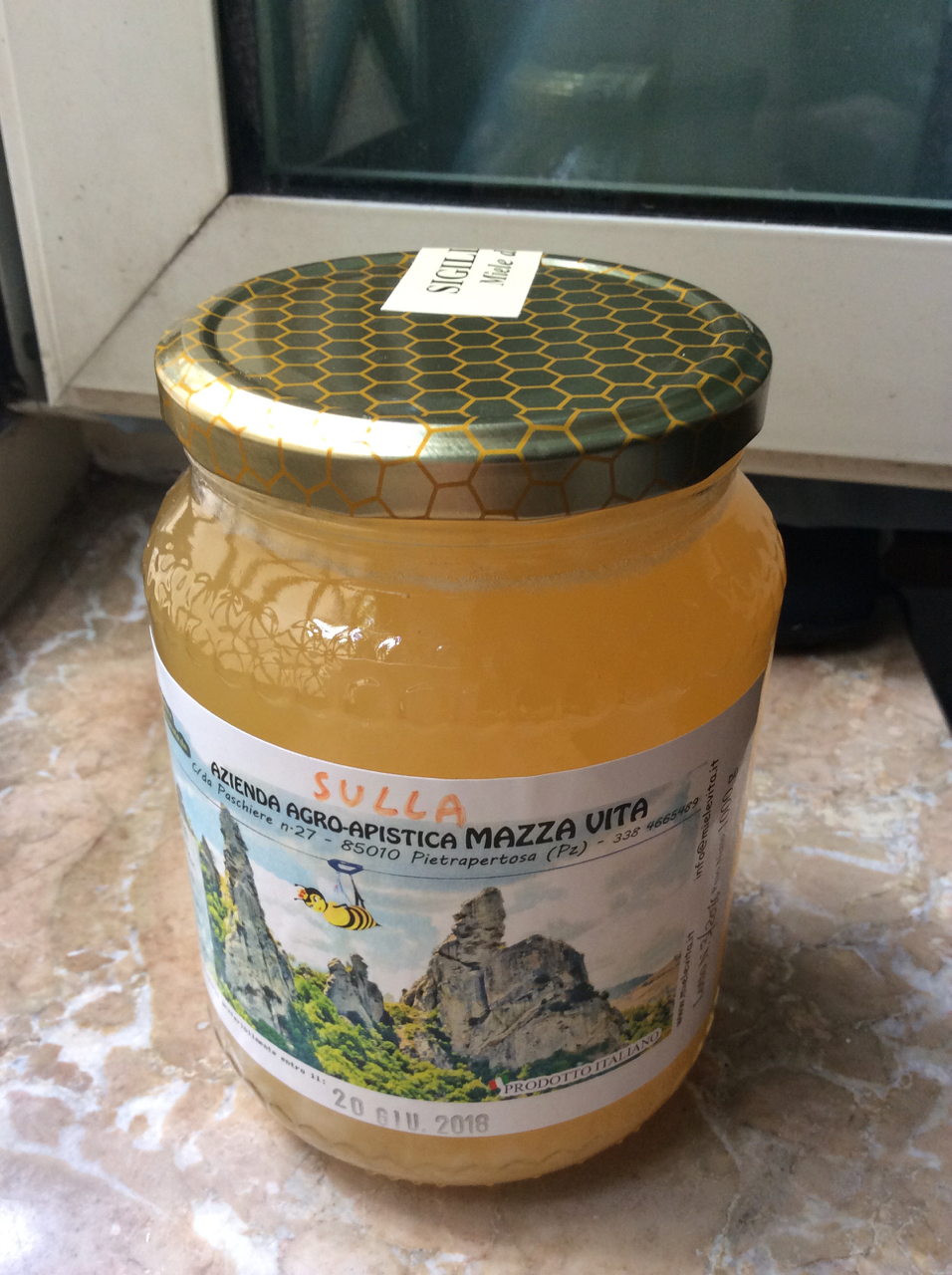
Honig der Spanischen Esparsette

## Verwendung
Die Spanische Esparsette wird hauptsächlich als Futterpflanze angebaut. Manchmal wird sie als Zierpflanze in Gärten kultiviert. Die Art wurde von Christopher Rostius 1610 in Lund als Heijdisarum hispanicum, spanisch klee und 1715 von Johannes von Muralt in Zürich als Zierpflanze gehalten. In Italien dient die Spanische Esparsette als Bienenweide. In Neuseeland dient die Spanische Esparsette als Erosionsschutz und zur Bepflanzung von Straßenrändern.
In früheren Zeiten wurde sie angeblich auch als Gemüse (Eiweißquelle) verwendet, z. B. in der Toskana.
In der Basilicata und auf Sardinien wird auch Honig aus Sulla (miele di sulla) verkauft.